# Diário Oficial do Amapá
Diário Oficial do Amapá é o jornal do Governo do Amapá, publicado pela Imprensa Oficial do Amapá. Sua sede está localizada na Avenida Procópio Rola, 2070, no bairro Santa Rita, Macapá.

## História
Desde 1945, as decisões do governo eram publicadas pelo Jornal Amapá, renomeado como Novo Amapá. O Diário Oficial do Amapá foi criado em 23 de junho de 1964. A versão impressa foi publicada até 2018, quando o Governo passou a publicar as edições online, no Portal da Imprensa Oficial e no site da Secretaria de Estado de Administração. As edições antigas foram completamente digitalizadas.
Em 2024, o Diário Oficial criou a exposição “Memórias Oficiais do Amapá: 80 anos de Atos Oficiais” na 53ª Expofeira.